# 蒙大拿鎮區 (堪薩斯州拉貝特縣)
蒙大拿鎮區（英語：Montana Township）是位於美國堪薩斯州拉貝特縣的一個行政鎮區。

## 地方資料
蒙大拿鎮區的面積為71.90平方千米，當中陸地面積為70.47平方千米，而水域面積為1.43平方千米。根據2010年美國人口普查的數據，當地共有人口164人，而人口密度為每平方千米2.28人。

## 外部連結
- US-Counties.com
- City-Data.com （页面存档备份，存于）